# Acraea conradti
Acraea conradti är en fjärilsart som beskrevs av Charles Oberthür 1893. Acraea conradti ingår i släktet Acraea och familjen praktfjärilar. Inga underarter finns listade i Catalogue of Life.